# Stare Czarnowo (gromada)
Stare Czarnowo – dawna gromada, czyli najmniejsza jednostka podziału terytorialnego Polskiej Rzeczypospolitej Ludowej w latach 1954–1972.
Gromady, z gromadzkimi radami narodowymi (GRN) jako organami władzy najniższego stopnia na wsi, funkcjonowały od reformy reorganizującej administrację wiejską przeprowadzonej jesienią 1954 do momentu ich zniesienia z dniem 1 stycznia 1973, tym samym wypierając organizację gminną w latach 1954–1972.
Gromadę Stare Czarnowo z siedzibą GRN w Starym Czarnowie utworzono – jako jedną z 8759 gromad na obszarze Polski – w powiecie gryfińskim w woj. szczecińskim na mocy uchwały nr V/44/54 WRN w Szczecinie z dnia 5 października 1954. W skład jednostki weszły obszary dotychczasowych gromad Dębina, Dobropole Gryfińskie, Komorówko i Stare Czarnowo oraz miejscowość Kołbacz z dotychczasowej gromady Żelewo ze zniesionej gminy Stare Czarnowo w tymże powiecie. Dla gromady ustalono 12 członków gromadzkiej rady narodowej.
1 stycznia 1958 do gromady Stare Czarnowo włączono miejscowości Nieznań i Żelowo z gromady Kobylanka oraz miejscowość Glinna ze zniesionej gromady Żelisławiec w tymże powiecie.
1 stycznia 1972 do gromady Stare Czarnowo włączono miejscowości Gliniec, Kłobucko, Kołowo, Kołówko, Małolesie i Osetne Pole z gromady Śmierdnica w tymże powiecie.
Gromada przetrwała do końca 1972 roku, czyli do kolejnej reformy gminnej. 1 stycznia 1973 w powiecie gryfińskim reaktywowano gminę Stare Czarnowo.